# 伊勢市立大湊小学校
伊勢市立大湊小学校（いせしりつ おおみなとしょうがっこう）は、かつて三重県伊勢市大湊町にあった公立小学校である。

## 概要
- 校地面積：16,485m2
- 構成
  - 校舎：鉄筋3階建 面積 3,134m2
  - 運動場：面積 8,550m2
  - 屋内運動場（体育館）：面積 728m2
  - プール：面積 1,070m2、メインプールとベビープールがある。

## 沿革
- 1874年 - 4月21日、東町の商法庫に24名の児童を集め、読み・書き・算盤を教えたのが創始とされている。（後に海眼院を借用）
- 1875年 - 西町に校舎を新築する。同年6月に公学となる。
- 1876年 - 暴徒により校舎が破壊され、再び海眼院を借用する。その後、馬瀬・下野・小林・大湊で学校組合を作り、校舎を新築、上等学校誠資学校が創立する。
- 1877年 - 学校組合を解き、大湊学校が創立する。
- 1883年 - 校舎を新築、7月に落成式を挙行する。補習科を置く。
- 1896年 - 5月18日に新校舎の起工式を挙行する。
- 1898年 - 3月24日に新校舎の落成式（開校式）を挙行する。大湊尋常小学校となる。
- 1899年 - 4月1日より、度会高等小学校の分校を置く。
- 1900年 - 高等小学校の分校を廃止、高等科を併設し、大湊尋常高等小学校と改称する。
- 1912年 - 西校舎2教室を新築する。
- 1925年 - 実業補習女学校を付設開校する。
- 1926年 - 青年訓練所を付設開校する。
- 1932年 - 実業補習女学校を閉校する。
- 1935年 - 木造2階建の校舎を新築、11月17日に落成式を挙行する。
- 1941年 - 国民学校令の施行に伴い、大湊町国民学校と改称する。
- 1943年 - 12月1日、度会郡大湊町が宇治山田市に編入されるのに伴い、宇治山田市大湊国民学校と改称する。
- 1947年 - 学校教育法の施行に伴い、宇治山田市立大湊小学校と改称する。
- 1955年 - 宇治山田市から伊勢市への市名改称に伴い、伊勢市立大湊小学校と改称する。
- 1959年 - 伊勢湾台風により、校舎に大きな被害を受ける。
- 1978年 - 8月21日、改築校舎建設の起工式を挙行、神宮貯木場跡に鉄筋3階建の校舎を建設する。
- 1979年 - 9月4日、改築校舎の落成式を挙行する。
- 1982年 - 3月1日、屋内運動場の落成式を挙行する。
- 1988年 - 3月、プールが完成する。
- 1997年 - 3月7日、パラオ共和国のコロール小学校と姉妹校提携調印する。
- 2005年 - 3学期制から2学期制に移行する。
- 2021年 - 3月20日(土) 閉校式
  - 3月31日 - 閉校。
  - 4月1日 - 伊勢市立神社小学校と統合され、伊勢市立みなと小学校が設立。

## 周辺
- 宇治山田港
- 伊勢大湊郵便局
- JA伊勢中央支店ATMコーナー大湊
- 桑名三重信用金庫御薗支店大湊出張所

## 学校区
- 大湊町の一部

伊勢市立の小学校及び中学校の就学すべき学校の指定に関する規則による。
伊勢市立港中学校の学区に含まれていた。

## 交通アクセス
- 三重交通バス「大湊」下車すぐ